# 凱畢斯鳥

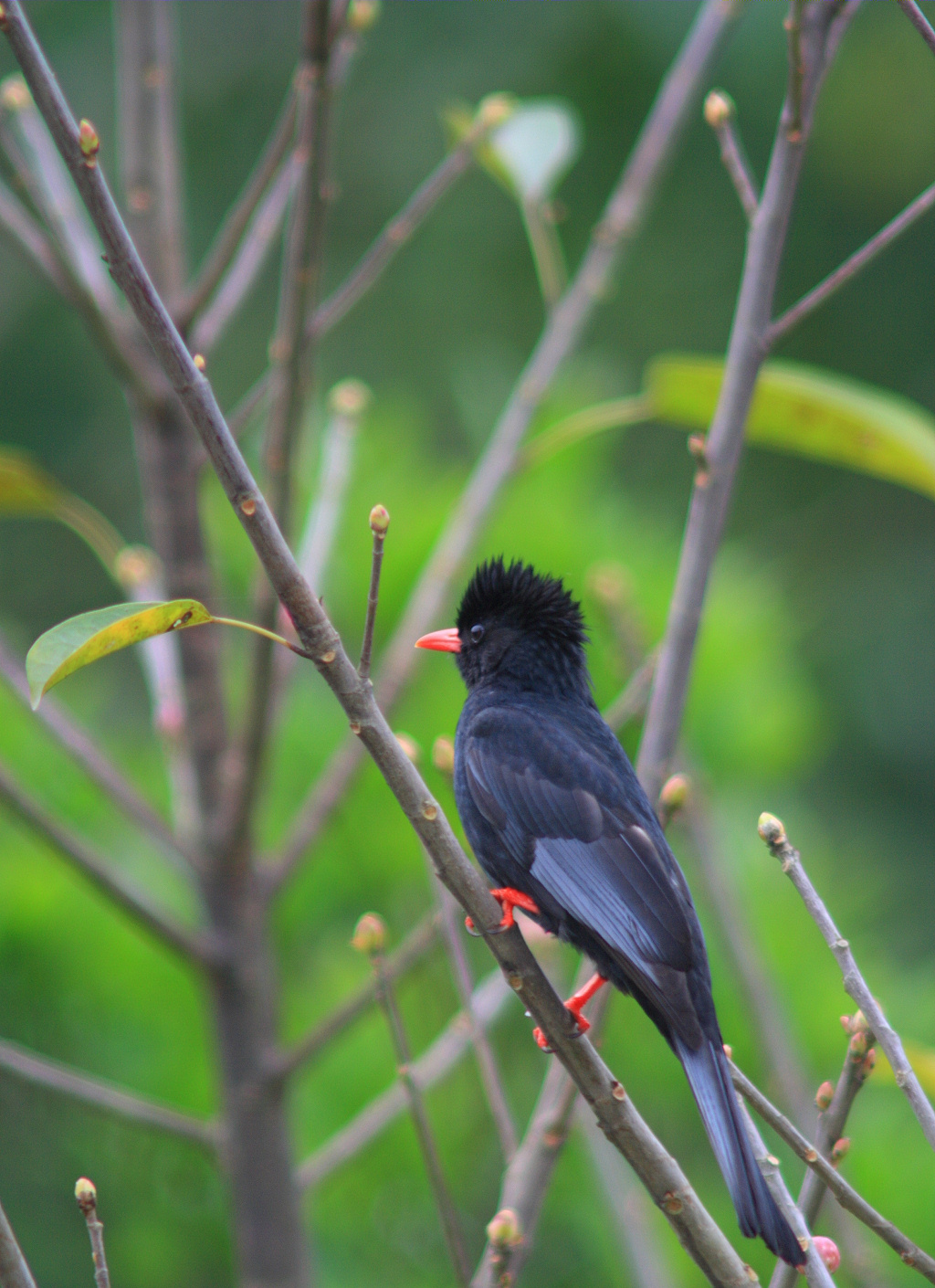
凱畢斯鳥的原形：紅嘴黑鵯

凱畢斯鳥（布農語：Qepis），是台灣布農族傳說中的聖獸，牠在洪水肆虐的時候為布農族人取來火種。

## 傳說
上古時期，台灣發生巨大的洪水，倖存的布農族人逃往玉山/東谷沙飛山（今玉山，布農族聖地）上避難，但在逃亡的過程中遺失了火種，這時他們隔著水看到北方的卡斯山（今西巒大山）上有冒煙，就派出動物前往取火，但火種實在太燙了，幾次下來不少動物都失敗，最後是凱畢斯鳥自告奮勇前往，歷經千辛萬苦後終於把火種帶回來，拯救了族人。

## 外觀與能力
凱畢斯鳥因為去取火的關係，碰觸到火種的腳和鳥喙都被燒紅了，身體則被燻黑。布農族人相當感謝牠的貢獻，如果有人傷害了凱畢斯鳥，就會因為身體自燃而死。

## 原型與相關神話
從外觀來看，凱畢斯鳥的原型很有可能是來自紅嘴黑鵯。鄰近的泰雅族也有與凱畢斯鳥相當類似的取火傳說，他們的版本中取得火種的鳥就是紅嘴黑鵯。也有不少其他原住民族群有類似的傳說，但其中的動物和地點各有不同。